# Stazione di Solofra
La stazione di Solofra è una stazione ferroviaria posta sulla linea Cancello-Avellino. Serve il centro abitato di Solofra. Dal 12 dicembre 2021 la fermata è autosostituita.

## Strutture ed impianti
Sono stati rimossi sia il secondo binario (deviato), sia il piccolo tronchino presente in direzione Avellino, le loro armature e segnalamento.
Rimane quindi solo il binario di corretto tracciato, tramutandola di fatto in fermata ferroviaria.